# Friedrich Landfried

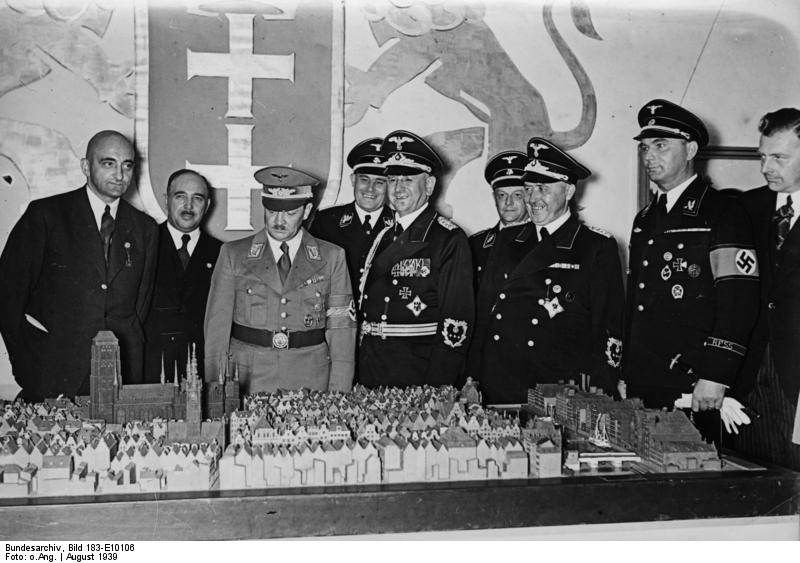
Eröffnung der 27. Deutschen Ostmesse in Königsberg am 20. August 1939; beim Rundgang durch die Ausstellung v.r.n.l: Arthur Greiser, Hans Pfundtner, Friedrich Landfried, Erich Koch

Friedrich Anton Walter Landfried (* 26. September 1884 in Heidelberg; † 31. Dezember 1952 in Hamburg) war ein deutscher Verwaltungsjurist und Ministerialbeamter. Zwischen 1933 und 1943 war er Staatssekretär im Reichsfinanz-, ab 1939 zusätzlich auch im Reichswirtschaftsministerium.

## Leben
Landfried entstammte einer alten Heidelberger Fabrikantenfamilie. Sein Vater war der Geheime Kommerzienrat Wilhelm Landfried. Nach dem Abitur in Heidelberg trat er am 1. Oktober 1903 als Einjährig-Freiwilliger in das 1. Ober-Elsässische Feldartillerie-Regiment Nr. 15 der Preußischen Armee in Straßburg ein. Gleichzeitig immatrikulierte er sich als stud. iur. an der Kaiser-Wilhelms-Universität Straßburg. Er renoncierte beim Corps Rhenania Straßburg und focht (trotz schwächlicher Konstitution) seine ersten Mensuren als Soldat. Als Leutnant der Reserve entlassen, wurde er im Wintersemester 1904/05 Senior. Als Inaktiver und MC bei Vandalia Heidelberg wechselte er an die Ruprecht-Karls-Universität Heidelberg, danach an die Friedrich-Wilhelms-Universität Berlin und die Albert-Ludwigs-Universität Freiburg. Er bestand in Freiburg 1908 das Erste Juristische Staatsexamen und wurde 1909 zum Dr. iur. promoviert. Nachdem er 1912 die Assessorprüfung bestanden hatte, ließ er sich als Rechtsanwalt nieder. Bei Ausbruch des Ersten Weltkriegs meldete er sich zu seinem alten Regiment. Dort war er zuletzt Hauptmann und Batterieführer. Nach Kriegsende war er als charakterisierter Major noch eine Zeitlang beim Heeresabwicklungsamt Württemberg.

### Zwischenkriegszeit und Nationalsozialismus
Da er in der zivilen Verwaltung mehr Betätigungsmöglichkeiten sah als im kleinen Reichsheer, trat er 1920 in den Staatsdienst des Freistaats Preußen. Am 1. Juli wurde als Regierungsassessor bei der Regierung in Koblenz übernommen. Sechs Monate später kam er als Regierungsrat zur Regierung in Kassel und nach weiteren vier Monaten als Hilfsarbeiter zum preußischen Innenministerium. Am 1. November 1923 wurde er Oberfinanzrat im preußischen Finanzministerium. Am 31. Juli 1932 wurde er zum Ministerialrat, am 1. Oktober 1932 zum Ministerialdirektor im Preußischen Staatsministerium und zum stellvertretenden hauptamtlichen Bevollmächtigten zum Reichsrat ernannt.
In der Zeit des Nationalsozialismus schlug er mit Hermann Emil Kuenzer, Ulrich Kersten d. Ä., Hermann Sabath  und anderen einflussreichen Corpsstudenten 1934 Max Blunck als Führer des KSCV vor. Von 1933 bis 1943 saß er im Preußischen Staatsrat und im Generalrat des Vierjahresplans. Nachdem er im November 1943 seinen Abschied genommen hatte, war er noch einige Monate Chef der Militärverwaltung Italien. Sein Vertreter wurde Paul Kanstein. Als Landfried im August 1944 zum Präsidenten der Preußischen Staatsbank ernannt wurde, folgte ihm in Italien Otto Wächter. Zugleich war er stellvertretender Vorsitzender der Prüfungskommission für höhere Verwaltungsbeamte. Von einem Corpsbruder nach seinen Diensten im Nationalsozialismus gefragt, meinte Landfried: „Was soll denn aus Deutschland werden, wenn alle alten Beamten fortlaufen, wenn nur die PG´s regieren und verwalten? Wer oder was soll denn nach uns kommen?“
Landfried saß im Vorstand der Deutschnationalen Volkspartei und in vielen Aufsichtsräten. Er war Aufsichtsratsvorsitzender der Saargruben AG, der Preußischen Bergwerks- und Hütten AG, der Hibernia AG und der VEBA (1939–1945).

### Nachkriegszeit
Nach der Kapitulation der Wehrmacht nahmen ihn die Alliierten in Automatischen Arrest. Er war vom 28. April bis zum 9. Mai 1947 in einer Zelle mit Hans-Hilmar Staudte inhaftiert. In der Nacht zum 10. Mai versuchte Landfried sich das Leben zu nehmen, indem er eine Pulsader aufschnitt, worauf Staudte aufwachte und ihn verband. Landfried wurde daraufhin ins Internierungskrankenhaus Garmisch verlegt.
Seine Frau, die er 1945 als Schwester seiner Corpsbrüder Gallasch geheiratet hatte, erreichte 1947 seine Freilassung. Die Alliiertengerichte und die Spruchkammer erkannten seine allein auf das Gemeinwohl gerichtete Arbeit uneingeschränkt an. Gesundheitlich schwer angeschlagen, zog er mit seiner Frau nach Hamburg, wo er sich im Evangelischen Hilfswerk engagierte.
Seine Schrift Die Wirtschaftspolitik Friedrichs des Großen und das nationalsozialistische Deutschland und die von Karl Georg Schmidt publizierte Ansprache des Oberbürgermeisters der Hansestadt Köln Dr. K. G. Schmidt u. Vortrag des Staatssekretärs im Reichswirtschaftsministerium Dr. Fritz Landfried aus Anlaß der Kölner Kriegsherbstmesse 1940 wurden in der Sowjetischen Besatzungszone auf die Liste der auszusondernden Literatur gesetzt.

## Corpsstudent
Zeitlebens engagierte sich Landfried für sein Corps und den Kösener Senioren-Convents-Verband. Nach dem Ersten Weltkrieg meisterte er die Übersiedlung seines Corps von Straßburg nach Marburg und beschaffte ein neues Corpshaus. Als sein Corps die Arierparagraphen umsetzen und einige Corpsbrüder ausschließen sollte, lehnte Landfried als Vorsitzender des Altherrenvereins – in voller Kenntnis der möglichen Folgen – jedes Nachgeben rundheraus ab. Nach dem Zweiten Weltkrieg  schuf er mit einer neuen Konstitution die Grundlagen für Rhenanias Wiederaufbau.
Seit 1919 fehlte er auf keinem Congress oder Abgeordnetentag. Er beriet den Berliner und Frankfurter VAC-Vorstand und saß in zahlreichen Kommissionen des KSCV. Als das Reichsgericht Mitte der 1920er Jahre die Schlägermensur erneut als „Zweikampf mit tödlichen Waffen“ bezeichnet hatte, wollte die preußische Staatsregierung durchgreifen. Eine Ministerialkommission besuchte die Universitätsstädte, um mit den Landräten zu beraten, wie man die staatlichen Machtmittel zur Unterdrückung des „Unwesens“ am wirkungsvollsten einsetzen könnte. In Marburg konnte Ernst August Schwebel die Kommission von der Unzweckmäßigkeit polizeilichen Eingreifens überzeugen. Er unterrichtete sofort seinen Corpsbruder Landfried, der als Mitglied des sog. Zehnerausschusses des KSCV mit dem preußischen Ministerpräsidenten Otto Braun Verhandlungen aufnahm. Er legte ihm dar, dass trotz polizeilichen Eingreifens weiterhin gefochten, also nur Staatsautorität verwirtschaftet würde; in der Studentenschaft würde die gerade abklingende Abneigung gegen die Weimarer Republik wieder aufleben. Braun beugte sich den Argumenten und stellte alle weiteren Maßnahmen ein. Er wünschte nur, dass die Waffenstudenten das dankbar anerkennen und nicht als Sieg herausstellen würden. Dem wurde reichsweit entsprochen.

## Auszeichnungen
- Eisernes Kreuz II. Klasse (1. Oktober 1914)
- Orden vom Zähringer Löwen, Ritterkreuz 2. Klasse mit Schwertern (18. März 1915)
- Eisernes Kreuz I. Klasse (15. Dezember 1917)
- Lippisches Kreuz für treue Dienste (28. September 1918)
- Ehrenkreuz des Weltkrieges (1934)
- Stern des Ehrenzeichens des Deutschen Roten Kreuzes
- Goldenes Parteiabzeichen der NSDAP (30. Januar 1938)
- Kriegsverdienstkreuz 2. Klasse ohne Schwerter (Dezember 1940)
- Kriegsverdienstkreuz 1. Klasse ohne Schwerter (30. Januar 1941)
- Eintrag in das Goldene Buch der Stadt Bremen (28. Mai 1941)
- Ehrenmitglied des Corps Rhenania Straßburg[2]
- Ehrensenator der Universität Heidelberg (1941)